# Думбрава (Гура Ваиј)
Думбрава (рум. Dumbrava) насеље је у Румунији у округу Бакау у општини Гура Ваиј. Oпштина се налази на надморској висини од 455 m.

## Становништво
Према подацима из 2002. године у насељу је живело 1330 становника, од којих су сви румунске националности.